# Nové Hrady (Pardubice)
Nové Hrady é uma comuna checa localizada na região de Pardubice, distrito de Ústí nad Orlicí.